# María Trinidad Sánchez (person)
María Trinidad Sánchez, född 16 juni 1794 i Santo Domingo, död 27 februari 1845 i Santo Domingo, var en dominikansk politisk aktivist och frihetshjältinna. Hon medverkade som kurir i det dominikanska självständighetskriget och sydde bland annat landets första flagga. Hon avrättades sedan hon arresterats och vägrat ange sina medkonspiratörer i utbyte mot sitt liv. Provinsen María Trinidad Sánchez har fått sitt namn efter henne. 